# Frans Gustaf Klemming
Frans Gustaf Klemming, född 25 augusti 1859 i Solna socken, död 30 januari 1922 i Stockholm, var en svensk fotograf.

## Utbildning och tidiga år
Klemming vistades i USA 1881–1883, egentligen för att bli lantbrukare, men råkade ut för missöden och blev då assistent i en fotoateljé. Mellan 1885 och 1891 var han så kallad "andre operatör" hos olika kända fotografer, bland annat i Örebro, Stockholm, Göteborg och Helsingfors. Ursprungligen var Klemming landskapsfotograf och starkt inspirerad av samtida måleri. Han producerade stora panoramabilder över Ulriksdal, Saltsjöbaden, Lidingö och Stockholm. Från 1891 arbetade han som fotograf i Stockholm med egen ateljé. Han var gift med fotografen Märta Kristina Rådeström.

## Verk och liv
Frans Gustav Klemming hade sin bostad och ateljé på Hamngatan 38. År 1904 flyttade han sin studio till Centralbadet, den av brodern Wilhelm Klemming ritade badanläggning i centrala Stockholm. Klemming har producerat en lång rad av fotografier visande byggnader och interiörer från Stockholm. Som porträttfotograf avbildade han samtida personligheter.
Klemming blev även känd för att fotografera förlagor åt konstnärer som Robert Lundberg och Anna Palm. Till Lundbergs "Vid Högvakten" hade Klemming fotograferad förlagan och några av Lundbergs Skeppsholmsmålningar baserar sig också på Klemmings bilder. Mycket tyder på att Anna Palms populära akvareller från Stockholms slott och Strömmen tillkom i Neapel med Klemmings bilder som förlaga. På 1890-talet betraktades han som expert på månskensbilder, solnedgångar och snölandskap. Hans verk var dock kraftigt manipulerade med retuscher och övermålningar, där han exempelvis förvandlade flera dagbilder till kvällsstämningar.
Många utomhusbilder är tagna med en så kallad resekamera, en stativplacerad bälgkamera, vars stora mattskiva möjliggjorde en exakt bildkomposition. Hans negativsamling bestående av cirka 6000  glasplåtar finns förvarad på Stockholms stadsmuseum och en del visas på Stockholmskällan.

## Bilder

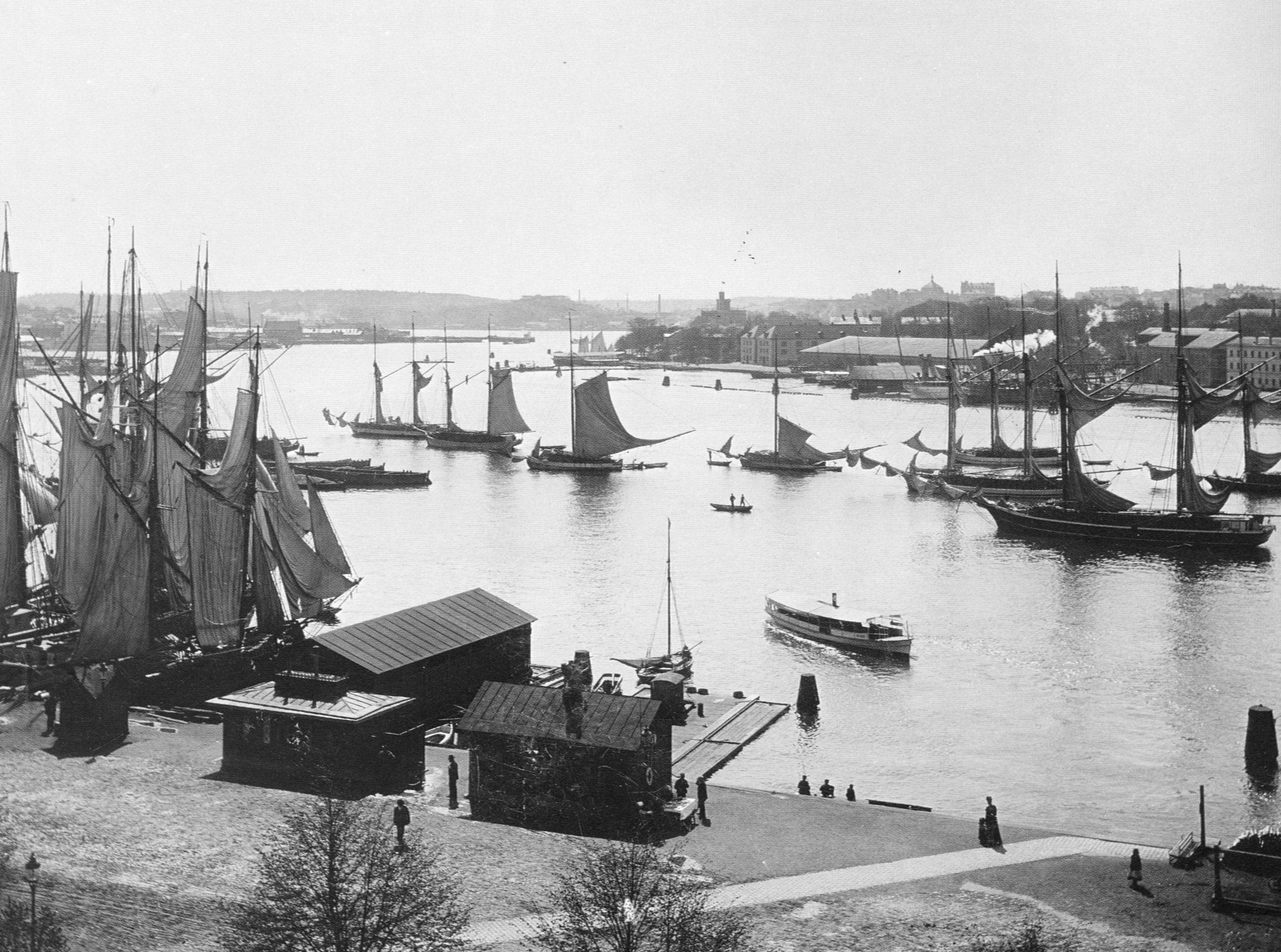
Nybroviken omkring 1900
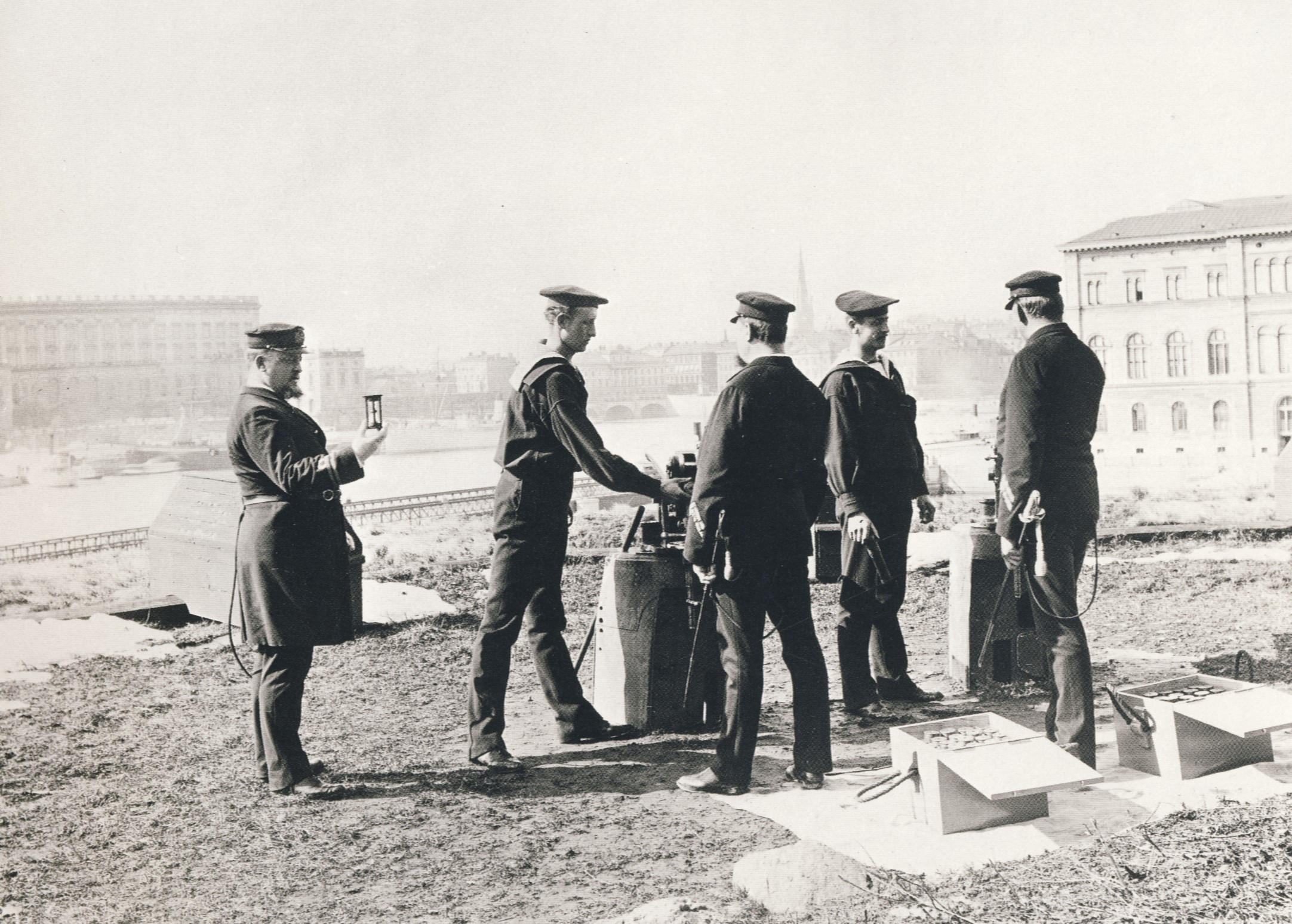
Skeppsholmens salutbatteri, fotoförlaga för Robert Lundbergs "Den första december"
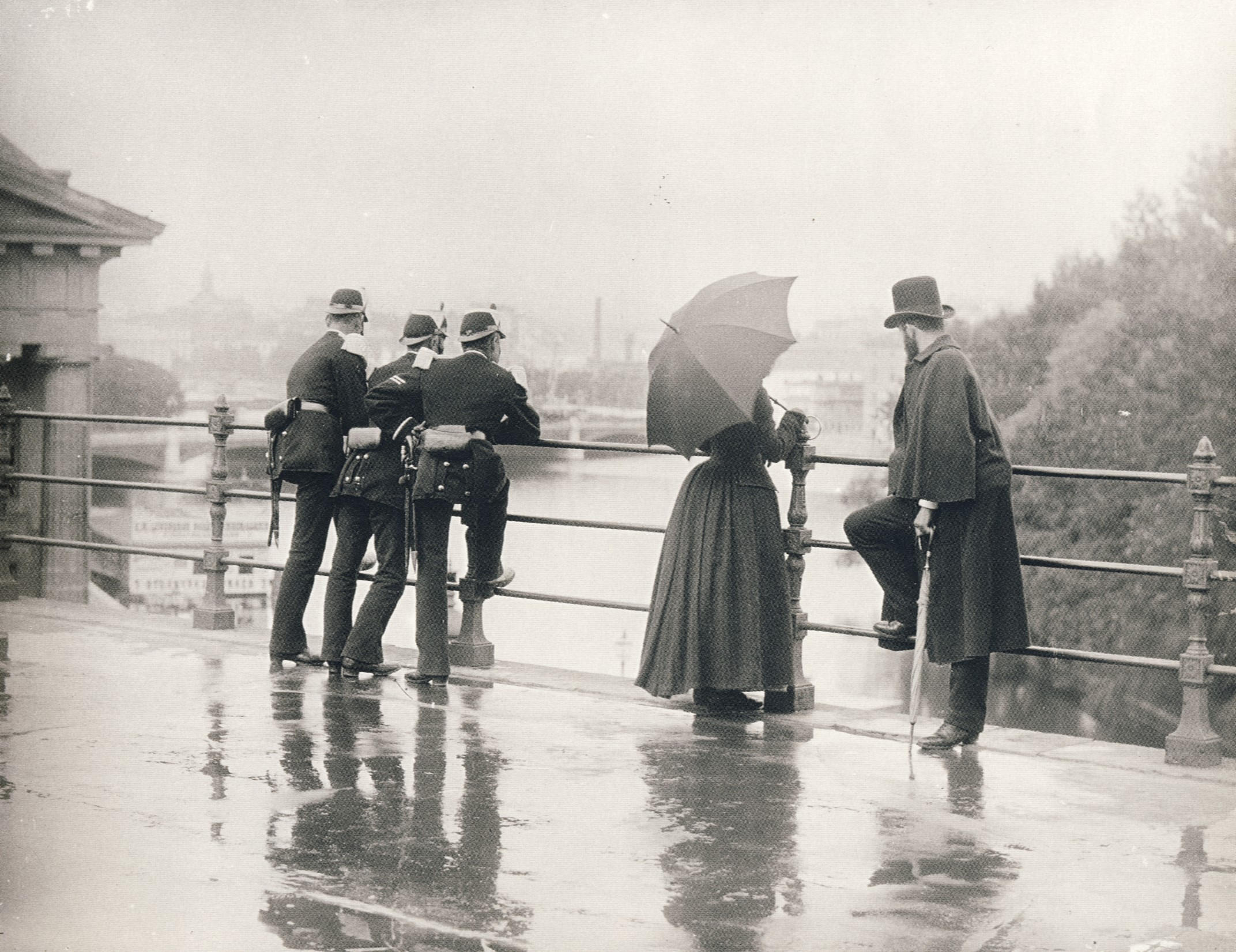
Högvaktsterrassen, fotoförlaga för Robert Lundbergs "Vid Högvakten"
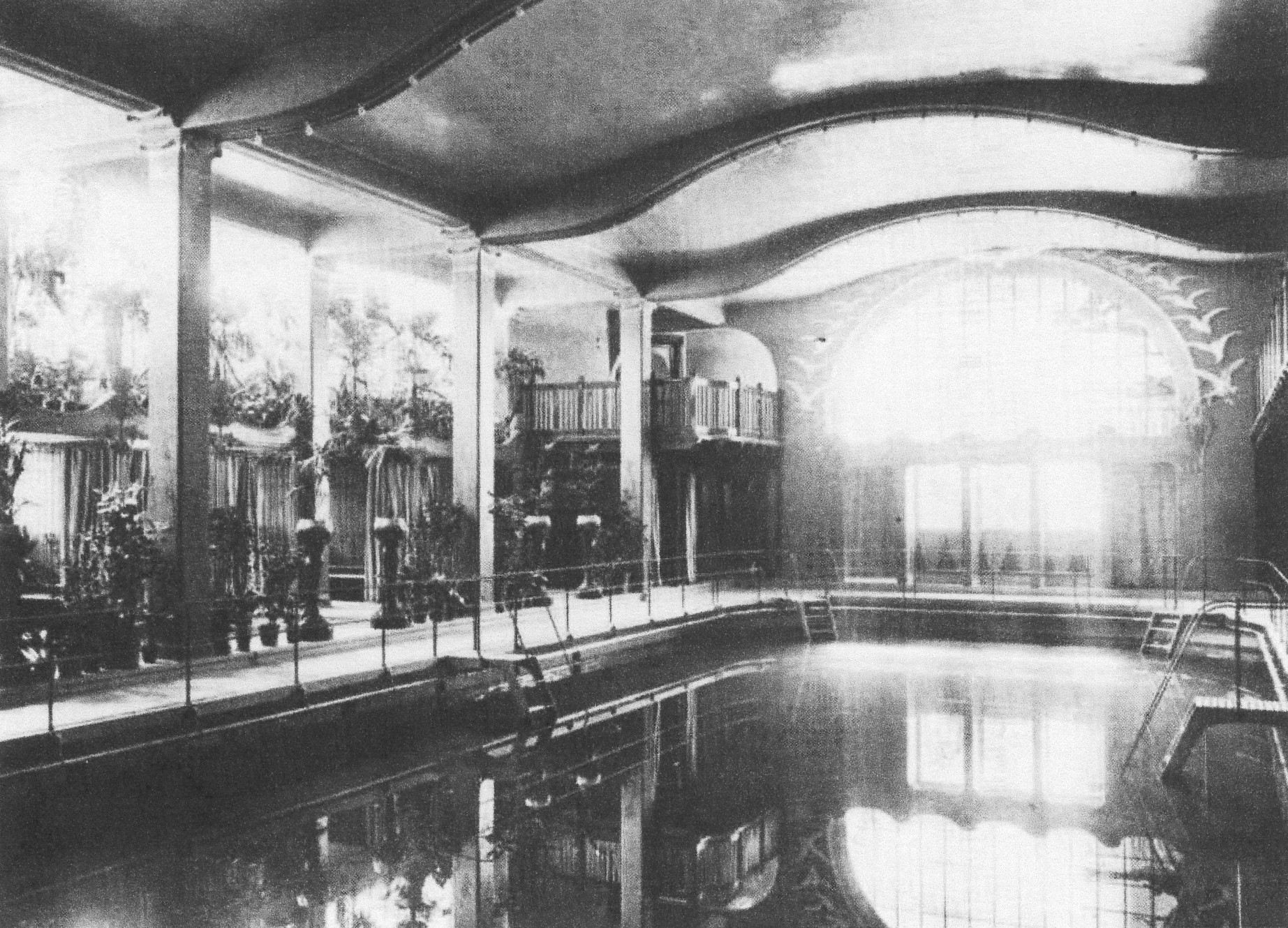
Centralbadet 1906, ritat av brodern Wilhelm Klemming
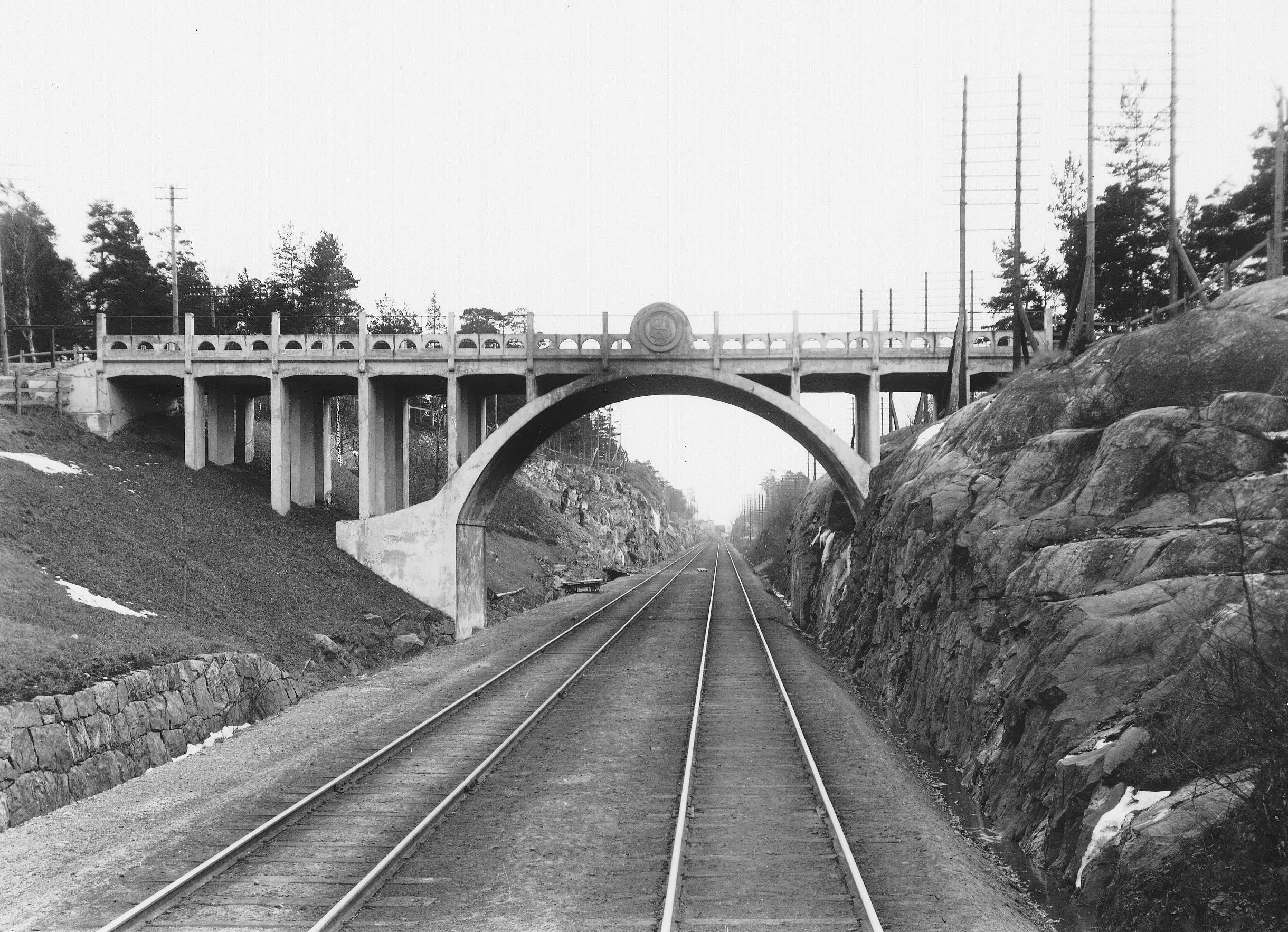
Första bågbron för dagens Västberga allébro, byggd omkring 1910.

## SläktenKlemming
Frans Gustav Klemming härstammade från en berömd kultursläkt. Hans farbror Gustaf Edvard Klemming var överbibliotekarie vid Kungliga biblioteket och hade skapat biblioteket. Brodern var jugendarkitekten Wilhelm Klemming, vars arbeten han dokumenterade. Systern Anna Klemming var framstående operasångerska.